# Miamimyia lopesi
Miamimyia lopesi là một loài ruồi trong họ Tachinidae.